# باشگاه فوتبال بیکنزفیلد
باشگاه فوتبال بکونزفیلد (به انگلیسی: Beaconsfield SYCOB Football Club) یک باشگاه فوتبال در شهر بکونزفیلد، کشور انگلستان است که در سال ۱۹۹۴ میلادی تأسیس شده‌است.